# Тремля (річка)
Тремля — річка у Гомельскій області, ліва притока Прип'яті (басейн Дніпра).

## Опис
Довжина річки 80  км. Формується з багатьох безіменних струмків. Площа басейну 769 км².

## Розташування
Бере початок на південному сході від села Романиці Октябрського району. Тече через Калинковицький, Петриковський та Мозирський райони. На південно-західній стороні від села Михновичі впадає у річку Прип'ять, праву притоку Дніпра.